# 甘特图

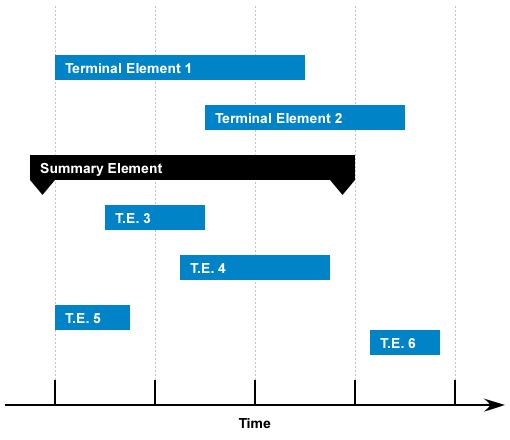
甘特圖

甘特圖（Gantt chart）是一种条状图，用來显示專案、進度以及其他与时间相关的系统进展的内在关系随着时间进展的情况，是由亨利·甘特于1910年开发出。在專案管理中，甘特图显示專案的终端元素的开始和结束，概要元素或终端元素的依赖关系，管理者可透過甘特圖，監控專案當前各任務的進度。若想要同時顯示多個不同的專案開始與結束的時間，就可以利用甘特圖呈現，監控專案當前各任務的進度。
過往甘特图的製作甚少有軟體支持，在繪圖軟體當中，亦只有Harvard Graphics可以讓用戶繪製甘特圖。一般用戶都只能在Lotus 1-2-3或Microsoft Excel上手動繪製。自從專案管理軟體面世後，很多軟體中都可以繪製，如Microsoft Project和Mr. Project等。而隨著商業智慧的盛行，商業智慧軟體也提供甘特圖模板，使甘特圖的製作更加快速、便利，如：Power BI、Smart eVision、Tableau。

## 应用领域
- 项目规划资源管理
- 过程控制
- 机场规划
- 个人计划
- 通信科技
- 政策、法规与管理